# Fundació Escola Emprenedors
La Fundació Escola Emprenedors és una organització centrada en la promoció de l'emprenedoria als centres educatius de Catalunya, amb l'objectiu de fomentar-la entre la gent jove. A través de seminaris, conferències i programes trimestrals, s'explica als alumnes com crear una empresa, entre d'altres experiències vitals dels conferenciants. Va ser fundada per Òscar Sánchez, director general de l'empresa Tech Sales Group. El 2010 s'hi va afegir Jordi Naval, moment en què l'entitat es va constituir com a fundació.
La Fundació Escola Emprenedors és una organització sense ànim de lucre. El 2012 formava més de 1.000 alumnes, repartits entre 150 activitats i programes, amb la participació de més de 30 centres educatius. Una de les accions més reconegudes de l'entitat és el programa Be an Entrepreneur (sigues emprenedor), que està dirigit a alumnes de 3r i 4t d'ESO, batxillerat, formació professional i universitats. Estructurat en dotze sessions d'una hora, repartides durant un trimestre, un emprenedor qualificat en ensenyament explica als estudiants com crear una empresa, des del model de negoci, a la necessitat social del projecte, passant pel pla financer i d'inversió, el pla de màrqueting, etc.